# Bargemon
Bargemon ist eine französische Gemeinde mit 1.434 Einwohnern (Stand 1. Januar 2022) im Département Var in der Region Provence-Alpes-Côte d’Azur. Sie gehört zum Arrondissement Draguignan und ist Mitglied im Gemeindeverband Dracénie Provence Verdon Agglomération. Die Bewohner werden Bargemonais und Bargemonaises genannt.
Die Gemeinde erhielt 2023 die Auszeichnung „Eine Blume“, die vom Conseil national des villes et villages fleuris (CNVVF) im Rahmen des jährlichen Wettbewerbs der blumengeschmückten Städte und Dörfer verliehen wird.

## Geografie
Bargemon liegt in der Provence etwa 13 Kilometer nordöstlich von Draguignan im Nordosten des Départements am Fuß der Varoiser Voralpen auf einem Bergrücken, der in einen tiefen, ringsum von Bergen umgebenen Talkessel hineinragt. Von der Sohle des Kessels, die auf 319 m liegt, erstreckt sich das Profil der Gemeinde bis zu den Gipfeln des Col du Bel-Homme (951 m), Blaque Meyanne (1033 m) und Pierrion (1089 m) über mehr als 700 Höhenmeter. Das Gemeindegebiet wird vom Flüsschen Claviers durchquert, das zur Endre entwässert.
Umgeben wird Bargemon von den fünf Nachbargemeinden:
|            | Comps-sur-Artuby                            |          |
| Montferrat | Kompassrose, die auf Nachbargemeinden zeigt | Seillans |
|            | Callas                                      | Claviers |

## Geschichte
In der Höhle von Belhomme finden sich Überreste einer jungsteinzeitlichen Besiedelung.
Im Mittelalter wurde der Ort erstmals 814 unter dem Namen Bergemulum erwähnt. In Quellen aus dem 11. Jahrhundert taucht er dann unter dem Namen Barjamo auf. Der Ort gehörte im 10. Jahrhundert den Herren von Arles. Bargemon war Lehen der Familie Villeneuve, die im 13. Jahrhundert eine bedeutende Rolle in der Geschichte der Provence spielte.
Das wenige Kilometer westlich vom Ortskern gelegene Château Favas gehörte im 13. Jahrhundert dem Johanniterorden. Von der ehemals bedeutenden Siedlung Favas, die während der Hugenottenkriege zerstört wurde, sind nur noch wenige Überreste erhalten.

## Bevölkerungsentwicklung

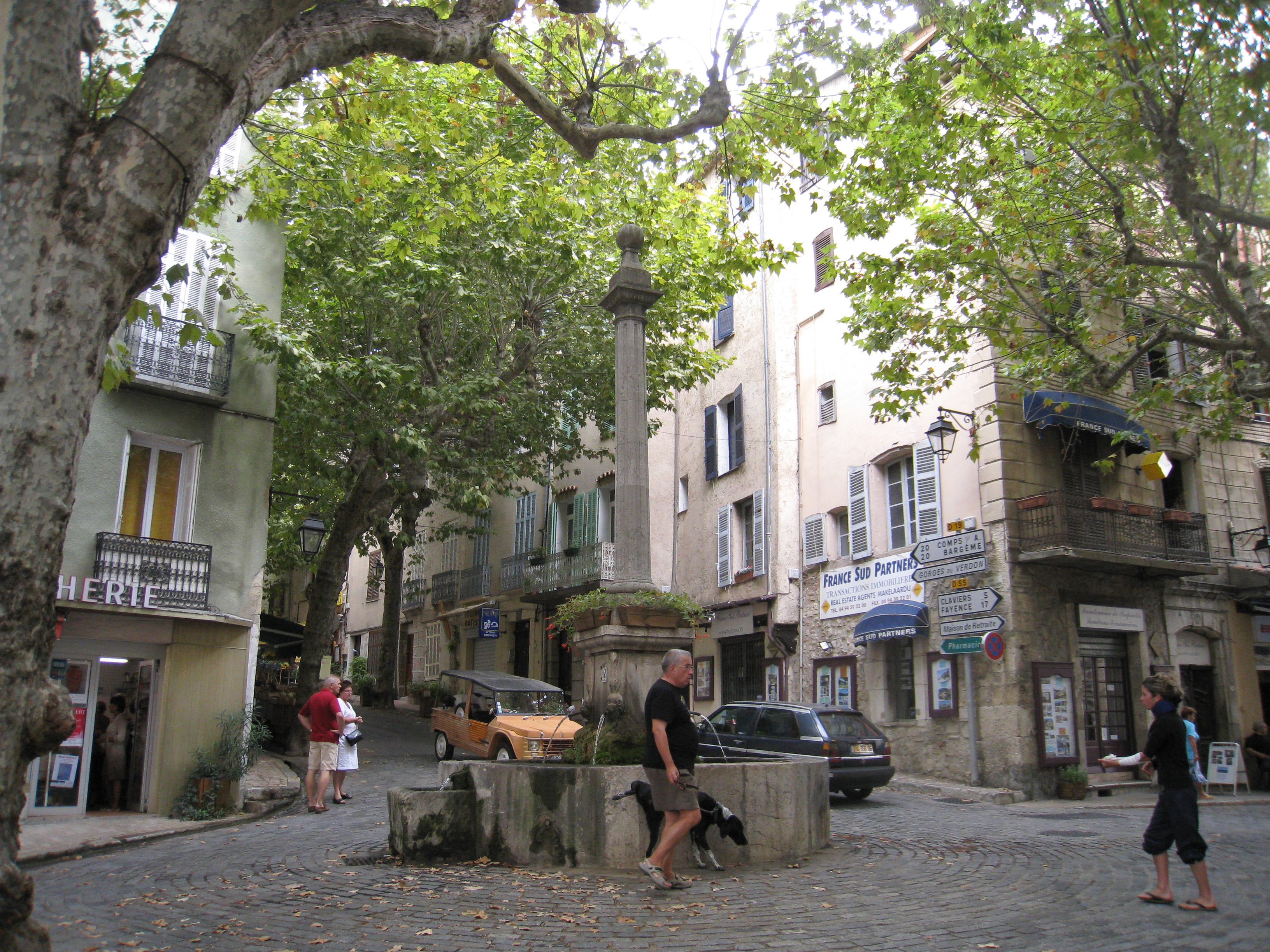
Platz mit Brunnen aus dem 18. Jahrhundert

| Jahr                       | 1962 | 1968 | 1975 | 1982 | 1990 | 1999 | 2006 | 2013 | 2020 |
| Einwohner                  | 668  | 829  | 1110 | 1069 | 1217 | 589  | 1447 | 1539 | 1367 |
| Quellen: Cassini und INSEE |      |      |      |      |      |      |      |      |      |

## Kultur und Sehenswürdigkeiten
Das Ortsbild des auf einem Bergkamm über den Klippen von Brovès gelegene Bargemon hat seinen mittelalterlichen Charakter erhalten. Enge Straßen mit alten Häusern verbinden zahlreiche kleine, schattige Plätze mit kleinen Brunnen, von denen einer aus dem 18. Jahrhundert als Monument historique klassifiziert wurde. Von der ehemaligen Stadtmauer und den Befestigungsanlagen und der mittelalterlichen Burg sind nur noch wenige Überreste erhalten. In die Verteidigungsanlage war neben den vier Toren aus dem 12. Jahrhundert auch die Kirche integriert.
- Das Château du Reclos wurde im 19. Jahrhundert gebaut.
- Die Pfarrkirche Saint-Étienne entstand im 15. Jahrhundert.
- Die Kapelle Notre-Dame-de-Montaigu oberhalb des Ortes wurde 1609 als Büßerkapelle gebaut. Das Kirchenschiff hat ein Kreuzgratgewölbe und eine breite Orgelempore am hinteren Ende. Der Kirchturm läuft sehr spitz zu. Zum Kirchenschatz zählen unter anderem der Retabel aus dem 17. Jahrhundert, Engelköpfe von Pierre Puget und Votivtafeln.
- Notre-Dame de Favas ist eine als Monument Historique geschützte, sehenswerte, mittelalterliche Kapelle des Klosters Lérins.[2]
- Die Wallfahrtskapelle Saint-Michel de Favas entstand zu Beginn des 13. Jahrhunderts und gehörte ebenfalls dem Kloster Lérins.
- Die ehemalige Büßerkapelle Saint-Étienne wurde restauriert und beherbergt heute ein Museum mit Galerie.

## Persönlichkeiten
- Wilhelm von Bargemon, Troubadour im 13. Jahrhundert, stammt aus Bargemon.
- Der französische Enzyklopädist Louis Moréri (1643–1680) wurde in Bargemon geboren.
- Antoine d'Arbaud, von 1648–1666 Bischof von Sisteron, wurde in Bargemon geboren.